# Unitatis redintegratio
Unitatis redintegratio (łac. „Przywrócenie jedności”), właśc. Dekret o ekumenizmie Unitatis redintegratio z 21 listopada 1964 – dekret soboru watykańskiego II określający postawę Kościoła katolickiego wobec ekumenizmu.

## Powstanie Dekretu
W trakcie przygotowań do soboru watykańskiego II materiał dotyczący ekumenizmu został rozsiany w trzech schematach (projektach dokumentów soborowych):
- w schemacie o ekumenizmie autorstwa ówczesnego Sekretariatu do spraw Popierania Jedności Chrześcijan,
- w schemacie o jedności Kościoła, dotyczącym jednak tylko katolickich Kościołów wschodnich,
- w schemacie o Kościele, którego rozdział 11 omawiał dogmatyczną stronę zjednoczenia chrześcijan.

Po wstępnej dyskusji na pierwszej sesji soboru w listopadzie 1962 ojcowie soborowi nakazali opracowanie nowego schematu, łączącego całość zagadnień ekumenizmu. Sekretariat do spraw Popierania Jedności Chrześcijan przygotował ten schemat w ciągu roku i w listopadzie 1963 został on poddany obradom podczas drugiej sesji soboru. W toku tych obrad zadecydowano, że rozdziały dotyczące wolności religijnej i stosunku Kościoła katolickiego do Żydów zostaną wyłączone do odrębnych dokumentów, zostały również wprowadzone różne pomniejsze poprawki. Uwzględniająca je wersja schematu została poddana obradom trzeciej sesji soboru w listopadzie 1964. Ojcowie soborowi przyjęli ją 2137 głosami przeciw 11, po czym 21 listopada 1964 Dekret o ekumenizmie został zatwierdzony przez papieża Pawła VI.

## Układ Dekretu
Dekret składa się z 24 artykułów, usystematyzowanych we wstęp (1 artykuł), I rozdział – Katolickie zasady ekumenizmu (3 artykuły), II rozdział – Wprowadzenie ekumenizmu w życie (8 artykułów) oraz III rozdział – Kościoły i wspólnoty kościelne odłączone od rzymskiej Stolicy Piotrowej (1 artykuł ogólny, 5 artykułów w podrozdziale Uwagi dotyczące szczególnie chrześcijańskich Kościołów wschodnich, 6 artykułów w podrozdziale Kościoły i wspólnoty kościelne odłączone na Zachodzie).
I rozdział ma charakter dogmatyczny i nakreśla doktrynalne podstawy katolickiej koncepcji ekumenizmu, nazywanego tu ruchem ekumenicznym, co ma podkreślać dynamikę przemian w kościele. Podkreśla się, że nie ma tu mowy o ekumenizmie katolickim, lecz o katolickich zasadach ekumenizmu, co ma oznaczać, że Kościół katolicki nie prowadzi swego własnego ekumenizmu, lecz uczestniczy w ruchu ogólnochrześcijańskim. II rozdział wskazuje na sposoby prowadzenia dialogu ekumenicznego, przy czym nacisk został położony nie na formalne działania zaangażowanych kościołów, lecz na osobistą postawę wiernych. III rozdział ma charakter opisu, który przedstawia analizę eklezjalnego statusu Kościołów i wspólnot odłączonych z punktu widzenia Kościoła katolickiego. Tezy te stanowią podstawę katolickiej działalności wobec tych Kościołów i wspólnot w ramach dialogu ekumenicznego.

## Znaczenie Dekretu
Podobnie, jak wiele innych dokumentów soboru watykańskiego II, dekret Unitatis redintegratio był dokumentem przełomowym. Niósł bowiem ze sobą diametralną zmianę stanowiska Kościoła katolickiego wobec ruchu ekumenicznego – od rezerwy, a nawet sprzeciwu, do pełnej akceptacji. Zmiana stosunku do ruchu ekumenicznego była konsekwencją nowego rozumienia Kościoła Chrystusowego, również przyjętego przez ten sobór – Kościół katolicki przestał być rozumiany jako jedyny, w którym można osiągnąć zbawienie. Skoro więc uznano działanie Ducha Świętego w niekatolickich Kościołach i wspólnotach kościelnych, to nie było powodu, by nie dążyć do przełamania podziałów. Zmieniła się również koncepcja drogi do zjednoczenia Kościoła powszechnego. W myśl nauk soboru proces zjednoczenia chrześcijan nie dokonuje się na płaszczyźnie romanocentrycznej (tzn. w Kościele katolickim) ani nawet eklezjocentrycznej (tzn. w Kościele w ogóle), lecz chrystocentrycznej (tzn. w nauce Chrystusa). Taki punkt widzenia oznacza zerwanie z eklezjologią oblężonej twierdzy, kultywowaną w Kościele katolickim od czasów Kontrreformacji. Konsekwencją jest zmiana nastawienia do sposobu przywrócenia jedności Kościoła. Indywidualne i grupowe konwersje na katolicyzm, chociaż się zdarzają, nie są obecnie celem samym w sobie. Celem zabiegów jest unikanie postaw, zwanych prozelityzmem oraz uniatyzmem, a podejmowanie działań określanych mianem dialogu ekumenicznego – na rzecz porozumienia między całymi rozłączonymi Kościołami i wspólnotami.
Jako najważniejsze tezy Dekretu podkreśla się:
- uznanie elementów prawdy i dobra obecnych w Kościołach i wspólnotach chrześcijańskich, które pozwalają im – acz w ograniczonym zakresie – na działania zbawcze,
- wynikające stąd poszanowanie dla tradycji innych Kościołów, szczególnie wschodnich,
- afirmację ruchu ekumenicznego, posuniętą aż do nakazu aktywnego uczestnictwa wiernych i hierarchii w dziełach ekumenicznych,
- uznanie współodpowiedzialności wiernych rozłączonych kościołów za utratę jedności, a więc odpowiedzialności również katolików.

Tezy te należy, oczywiście, rozpatrywać na tle całej pozostałej nauki soboru, szczególnie dotyczącej eklezjologii, zawartej w konstytucjach Lumen gentium i Gaudium et spes, w dekrecie Orientalium ecclesiarum i w deklaracji Nostra aetate.
Dekret jest podstawą wszelkich późniejszych działań Kościoła katolickiego na niwie ekumenicznej, jego tezy i idee były (i wciąż są) rozwijane i uzupełniane przez teologów katolickich. Szczegółowymi rozwinięciami katolickich zasad ekumenizmu są w szczególności dokumenty opracowane przez Sekretariat (później Papieską Radę) do spraw Popierania Jedności Chrześcijan: Dyrektorium ekumeniczne (1967–1970), Dyrektorium w sprawie realizacji zasad i norm dotyczących ekumenizmu (1993) oraz instrukcje i inne dokumenty tego Sekretariatu. Drogą wytyczoną przez Dekret idą również rozważania o ekumenizmie zawarte w encyklikach papieży Pawła VI (Ecclesiam suam z 1964) i Jana Pawła II (Redemptor hominis z 1978 i Ut unum sint z 1995).